# Bushton
Bushton es una ciudad ubicada en el condado de Rice en el estado estadounidense de Kansas. En el año 2010 tenía una población de 279 habitantes y una densidad poblacional de 558 personas por km².

## Geografía
Bushton se encuentra ubicada en las coordenadas 38°30′43″N 98°23′42″O / 38.51194, -98.39500 (38.511817, -98.395077),en el centro geográfico de Kansas.

## Demografía
Según la Oficina del Censo en 2000 los ingresos medios por hogar en la localidad eran de $37,250 y los ingresos medios por familia eran $47,708. Los hombres tenían unos ingresos medios de $32,500 frente a los $18,000 para las mujeres. La renta per cápita para la localidad era de $17,125. Alrededor del 9.5% de la población estaban por debajo del umbral de pobreza.